# Championnats de France d'haltérophilie 1982
Navigation
1981 1983
Les championnats de France d'haltérophilie 1982 ont lieu à Marseille. Ils sont ouverts à des participants étrangers et le meilleur français d'une catégorie est sacré champion national.

## Palmarès
| Catégorie | Vainqueur            | Résultat                                                     |
| --------- | -------------------- | ------------------------------------------------------------ |
| -52 kg    | Meir Daloya          | Total : 202,5 kg (Arraché : 87,5 kg / Épaulé-jeté : 115 kg)  |
| -52 kg    | Alain Billet         | Total : 190 kg                                               |
| -56 kg    | Bruno Lebrun         | Total : 235 kg (Arraché : 100 kg / Épaulé-jeté : 135 kg)     |
| -60 kg    | Jean-Claude Chavigny | Total : 270 kg (Arraché : 115 kg / Épaulé-jeté : 155 kg)     |
| -67,5 kg  | Daniel Cassiau       | Total : 270 kg (Arraché : 125 kg / Épaulé-jeté : 145 kg)     |
| -75 kg    | Nicolas Lasorsa      | Total : 312,5 kg (Arraché : 135 kg / Épaulé-jeté : 177,5 kg) |
| -82,5 kg  | Didier Leroux        | Total : 330 kg (Arraché : 145 kg / Épaulé-jeté : 185 kg)     |
| -90 kg    | Jean-Marie Kretz     | Total : 330 kg (Arraché : 145 kg / Épaulé-jeté : 185 kg)     |
| -100 kg   | Pierre Gourrier      | Total : 340 kg (Arraché : 157,5 kg / Épaulé-jeté : 182,5 kg) |
| -110 kg   | Dominique Heinrich   | Total : 325 kg (Arraché : 145 kg / Épaulé-jeté : 180 kg)     |
| +110 kg   | Manfred Nerlinger    | Total : 345 kg (Arraché : 150 kg / Épaulé-jeté : 195 kg)     |
| +110 kg   | Guy Koller           | Total : 342,5 kg                                             |